# Maria Inversi
Maria Inversi (Minervino Murge, ...) è una drammaturga, scrittrice e regista teatrale italiana.

## Biografia
Maria Inversi nasce a Minervino Murge in provincia di Bari. Si laurea in lingue e letterature straniere a Pescara dove frequenta anche la scuola di teatro triennale metodo Fersen. Tra il 1984 e il 1986 frequenta i corsi superiori di teatro alla Sorbonne. A Parigi studia acrobatica con Shanty Oyarzaball e teatro con l'équipe di Peter Brook. 
A Roma studia con l'ètoile di Carolyn Carlson e consegue una laurea in giornalismo allo IED. Dal 1985 al 1987 è insegnante di interpretazione e storia del teatro nella scuola triennale di Pescara diretta da Patrizia di Fulvio. Frequenta all'estero vari seminari tra cui in Danimarca (metodo Farfa) e a Tunisi un corso di regia teatrale tenuto da Fathi Akkar. 
Dal 1986 al 1993 crea e dirige la prima scuola italiana di danza Butoh presso il Dark Camera. Qui nel 1988 debutterà uno dei primi testi che ha scritto “Camille C. o del sentimento tragico” spettacolo prodotto dalla compagnia abruzzese “Spazio Tre” nella quale Inversi per diversi anni è stata attrice.
Sarà inoltre attrice nel film “Dove siete? Io sono qui” di Liliana Cavani e nel film “Al di là del filo” di Fabro Jephcott. Questo film prodotto da “Scenadinamica” è stato finalista nei corti al festival internazionale di Bruxelles (1996) ed ha debuttato allo Stabile di L'Aquila nel 1994 con Anna Dego, Federica Granata, Giorgio Colangeli e Romolo Belvedere. 
Nel 1996 debutta al Palazzo delle Esposizioni di Roma “La malattia della Morte” di cui Inversi è traduttrice e regista. 
Nel 2006 al teatro India di Roma debutta “Nuvole.Casa.”. Nel 2010 a seguito di una collaborazione tra Roma Tre e Romaeuropa Festival Inversi è stata in scena al teatro Palladium con "Smemorata: monologo su Franzoni". 
Insegnante in varie scuole di teatro e socia SIL (Società Italiana delle Letterate) è direttrice artistica di teatri e festival, molto acclamato a Innsbruck durante il festival internazionale di Amandola la sua regia su “La voce umana” opera di Jean Cocteau. Negli anni ha collaborato con Ambasciate e Istituti di cultura stranieri tra cui, nel 2010, per l'Ambasciata della Repubblica d'Austria e Ceca “La verità e il suo gioco”. 
Nel 2017 è stata in scena con il reading Erotica (poesie di Ghianni Ritsos) al Teatro di Villa Torlonia.

## Insegnamenti
Maria Inversi ha insegnato teatro (teoria e pratica teatro contemporaneo) presso la scuola fondata da Patrizia Di Fulvio MTM Pescara, riservata a futuri attori professionisti e danzatori di professione (1985-1986-87). 
L’insegnamento è proseguito su richiesta: presso i comuni di Narni, Orvieto, Roma, Pescara (2023 presso Florian Teatro). Dai suoi corsi intensivi si sono formati vari attori tra cui: Enrico Brignano, Danilo Proia (direttore a Latina) Luca Scapparone, Alessia Patregnani (Los Angeles) e altri.
Ha insegnato presso l'Università degli Studi Roma Tre nell’ambito del Teatro come pari Opportunità, chiamata dalla prof. Francesca Brezzi, direttrice del dipartimento di filosofia e facenti le veci del Rettore per le Pari Opportunità. Sempre invitata dalla stessa, ha potuto presentare il suo studio all'Università Roma Tre sull’Antigone Di Maria Zambrano (filosofa spagnola).
Nell’ambito SIL (Società Italiana delle Letterate) in qualità di socia, ha presentato il suo studio musicato su: “Il mondo salvato dai ragazzini” di Elsa Morante.

## Pubblicazioni
- "Antigone e il sapere femminile dell'anima"[2] Edizioni Lavoro (1999)
- "Duras Mon Amour 2” Lindau (2001)
- "Medea, memorie di sangue"[3] Città aperta edizioni (2003)
- “Anna Freud e Andreas Lou Salomé” Città aperta edizioni (2007)
- “Il romanzo del divenire” Edizioni Iacobelli (2007)
- “Nuvole. Casa.” Praesens Verlag (2008)
- "Corri amore corri"[4] Iacobelli Edizioni (2009)
- "Io e L'altra"[5]  Edizioni Joker (2010)
- "Elfriede Jelinek"[6] Aracne Editrice (2011)
- "Il canto della terra"[7] Samuele Editore (2011)
- “C'è sempre un altro inferno” La Mongolfiera/Il Torchio (2011)
- "Solo un attimo"[8] CFR Edizioni (2012)
- “La Bellezza in G. Mahler” (2012)
- "Io come questi non ci divento. Narcisa alle alghe"[9] La Mongolfiera/Il Torchio (2013)
- "Assenzio. Artemisia Gentileschi e Marietta Tintoretto al bar"[10] La Mongolfiera/Il Torchio (2013)
- “Il danno e la luce” libretto d’opera CFR edizioni (2014)
- “Parlez- moi d’amour: punto di vista registico in Elsa Morante” Iacobelli edizioni (2015)
- "Parole per lei Parole per lui"[11] Edizioni Nemapress (2016)
- “Ammucciata” La Mongolfiera/Il Torchio (2016)
- "Lei"[12] La Mongolfiera/Il Torchio (2016)
- “Lui - Lei"[13] La Mongolfiera/Il Torchio (2017)
- “Drammaturgie nelle parole di lei - maternità cura amore coraggio” La Mongolfiera/Il Torchio (2017)
- "Un attimo prima: Francesca Morvillo"[14] La Mongolfiera/Il Torchio (2019)
- "Una strada per Marta"[15] Castelvecchi (2021)

## Regie teatrali
- “Camille Claudel” (1989-1990)
- “Judith-Artemisia Gentileschi” (1992-1993)
- “Al di là del filo” (1993-1994)
- “La Sventura e l’amore di Dio. Il cammino di Simone Weil”
- “Incontri segreti: La malattia della morte” e “L’uomo seduto nel corridoio” (1995-1996)
- “La voce umana” (1996)
- “La Tomba di Antigone” (1998) (2002)
- “Un uomo senza ambizioni” (1998)
- “Oggi voglio essere felice Sabina Spielrein Jung Freud” (1999-2000)
- “Symphoníai Medea” (1999)
- “Quel ch'è vero” (2001)
- “Io, Ingeborg Bachmann”
- “Il Grande Giorno” e “Fiori nell'oblio” (2004)
- “Tanti baci Sylvia Plath” (2004-2005)
- “Nuvole. Casa” (2006-2007)
- “Io no - Dio conta le lacrime delle donne” (2006)
- “Ciò esula” (2007)
- “Il marito di Vlasta” (2007)
- “La tomba di Antigone” (2007)
- “Quest'è l'amante mio – rinascimento italiano in Operina rock” (2007)
- “Dell'amore del danno: Smemorata” (2010)
- “Corri, amore, corri” (2010)
- “Eden perduto” (2010)
- “Assenzio: Artemisia Gentileschi e Marietta Tintoretto” (2010)
- “Passioni” (2013)
- “Parole per lei Parole per lui” (2016)
- “Elisabetta de Wied. Sotto falso nome[16]” (2016)
- “Erotica” (2017)

## Seminari e conferenze
- “Erotica” (2017)
- “Atraud e percorsi di teatro contemporaneo” Marzo-Aprile 1989
- “Maria Zambrano” 17/20 Giugno 1998
- “Sabina Spielrein Jung Freud” 4 Dicembre 1999
- “Medea, memorie di sangue” 18-19 Novembre 2000
- “Undici incontri sulla storia delle donne” 1 Ottobre-10 Dicembre 2001
- “Futuro senza guerre”
- “Grafie del sé e trasmissione della memoria”
- “Anna Freud e Andreas Lou Salomé” 6 Novembre 2006

## Direzioni artistiche
- Teatro La Comunità - Roma (1990-1991)
- L’invisibile terra - d’Abruzzo
- Teatro Insieme Abruzzo
- Scenadinamica - Abruzzo
- Oggi drammaturgia – Teatro Lo Spazio - Roma

## Premi
- Primo premio Fersen per: Carlotta - Teatro Milano
- Menzione Speciale Premio Letteratura teatrale Ascoli per: Io No. Dio Conta le lacrime delle donne.
- Menzione Speciale/Finalista premio Flaiano per: Io No. Dio conta le lacrime delle donne.
- Primo premio Donne e Teatro per: Un uomo senza Ambizioni.
- Premio Donne e Teatro per: Al di là del filo e Un vestito azzurro.
- Menzione speciale per Judith, un processo: Aquilegia Blu - Torino.